# Кергри Моеру
Кергри Моеру (фр. Kergrist-Moëlou) је насеље и општина у Француској у региону Бретања, у департману Обале Армора.
По подацима из 2011. године у општини је живело 655 становника, а густина насељености је износила 13,89 становника/km².

## Демографија
| 1962. | 1968. | 1975. | 1982. | 1990. | 2011. |
| ----- | ----- | ----- | ----- | ----- | ----- |
| 1.185 | 1.092 | 854   | 722   | 685   | 655   |